# 山内佑利子
山内 佑利子（やまうち ゆりこ、8月10日 - ）は、日本のフリーアナウンサー。兵庫県芦屋市出身。

## 経歴
- 松蔭中学校[2]時代から放送部に所属し、学生放送コンクールで多数受賞経験をもつ。（ラジオ番組部門、テレビ番組部門、アナウンス部門、朗読部門など）
- 神戸松蔭高等学校三年時には、NHK杯全国高校放送コンテスト全国大会で、ラジオ番組部門に於いて、阪神・淡路大震災の仮設住宅を取材したドキュメンタリー番組が、最優秀賞・文部大臣賞を受賞。以降、大学の卒業論文でも阪神淡路大震災をテーマに取り組む[3]。
- 高3時には、同コンクール兵庫県大会のアナウンス部門で優勝したことから、夏の甲子園・第79回全国高等学校野球選手権大会の開会式司会を務める。高校生が司会をするのは、彼女が初代[2]。
- 現在も、毎年行われている元高校球児による「マスターズ甲子園」の司会を担当。
- 1998年 神戸松蔭高等学校卒業
- 大学1年時、準ミス関西学院大学に選ばれる。
- 大学時代から朝日放送（ABC）や毎日放送（MBS）などでリポーターなどを務めていた。 大学卒業後はJ:COMの情報番組などに出演。
- 2005年-2011年 廣済堂のメディア部門に勤務。会社員業や制作業務も行いながらタレントとして活動。各種番組・CM・VP・ナレーションなど出演。2009年-2010年は阪神高速湾岸線イメージレディを務めたこともある。
- 2011年8月に声のプロダクション「キャラ」に移籍後、2012年沖縄へ移住。5月から2013年3月まで琉球放送契約アナウンサー。同年4月以降は再びフリーランス。
- 琉球朝日放送ローカル番組「旬感!Qアプリ」の水〜金担当MCを務めた。また土曜・日曜に同局のニュースアナウンサーも担当。

## 趣味・特技
- 普通自動車免許、マナー・アドバイザー、日本伝統芸能振興会会員、歌舞伎検定4級、日本ロマンチスト協会会員、日本舞踊（花柳流）、茶道（裏千家流）、舞台鑑賞、スポーツ観戦。

## 琉球放送での主な出演番組
ラジオ
- やまゆりの週末デートをしよう
- 沖縄サントリープレゼンツ アペリティフストーリー
- モーニングブレイク

テレビ
- RBCニュース
- すくすくあかちゃんねる

## 過去の担当番組
- 読売テレビ「奥さまはmy夢!my夢!」
- BSフジ「女神の選択〜血めぐり美人〜」
- ABCテレビ「おはようコールABC」
- MBSラジオ「めざせ!甲子園」「センバツ開会式リポーター」
- MBSラジオ「月極ラジオ」･･･メジャーリーガーと3時間トーク
- サンテレビ「がんばれ!サーパス神戸」「週刊槙洋介」